# Sitio web

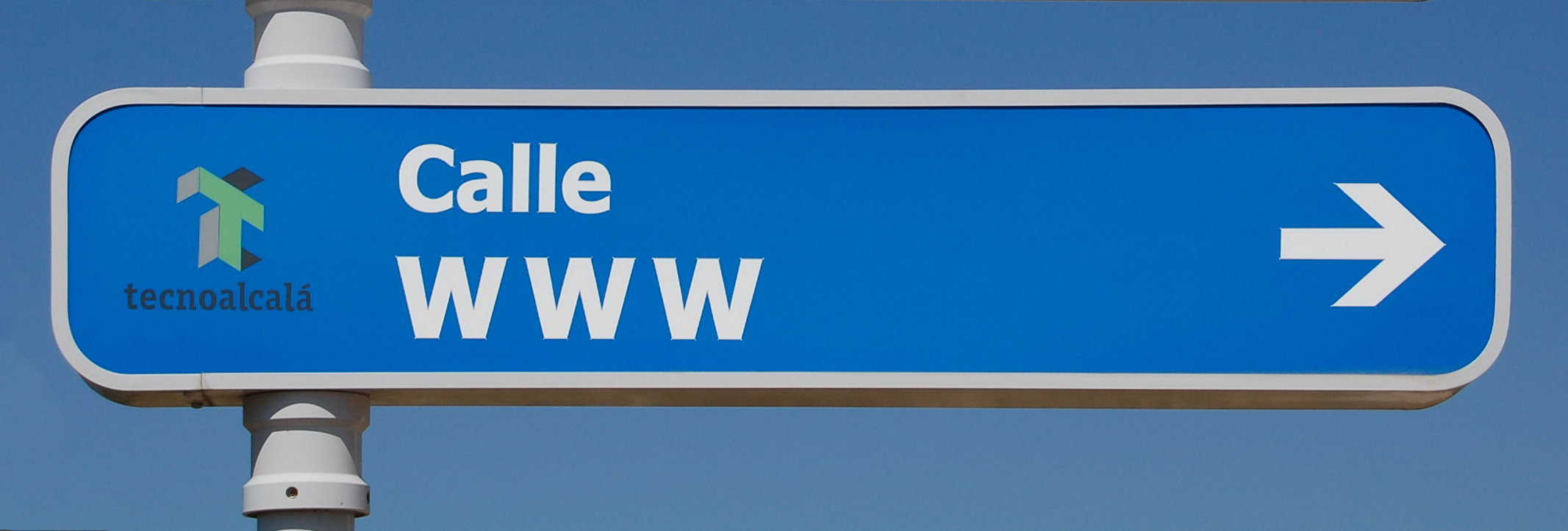
Cartel de la calle WWW, en el Parque Científico Tecnológico de la Universidad de Alcalá.

Un sitio web (website), portal o cibersitio es una colección de páginas web relacionadas y comunes a un dominio de internet o subdominio en la World Wide Web dentro de Internet.
Todos los sitios web públicamente accesibles constituyen una gigantesca World Wide Web de información, y un gigantesco entramado de recursos de alcance mundial.
A las páginas de un sitio web se accede frecuentemente a través de un URL raíz común llamado portada, que normalmente reside en el mismo servidor físico. Los URL organizan las páginas en una jerarquía, aunque los hiperenlaces, entre ellas controlan más particularmente cómo el lector percibe la estructura general y cómo el tráfico web fluye entre las diferentes partes de los sitios.
Algunos sitios web requieren una subscripción para acceder a algunos o todos sus contenidos. Ejemplos de sitios con subscripción incluyen algunos sitios de noticias, juegos, foros, servicios de correo electrónico basados en web, sitios que proporcionan datos en tiempo real tal como datos meteorológicos, información económica, horarios, etc.

## Antecedentes

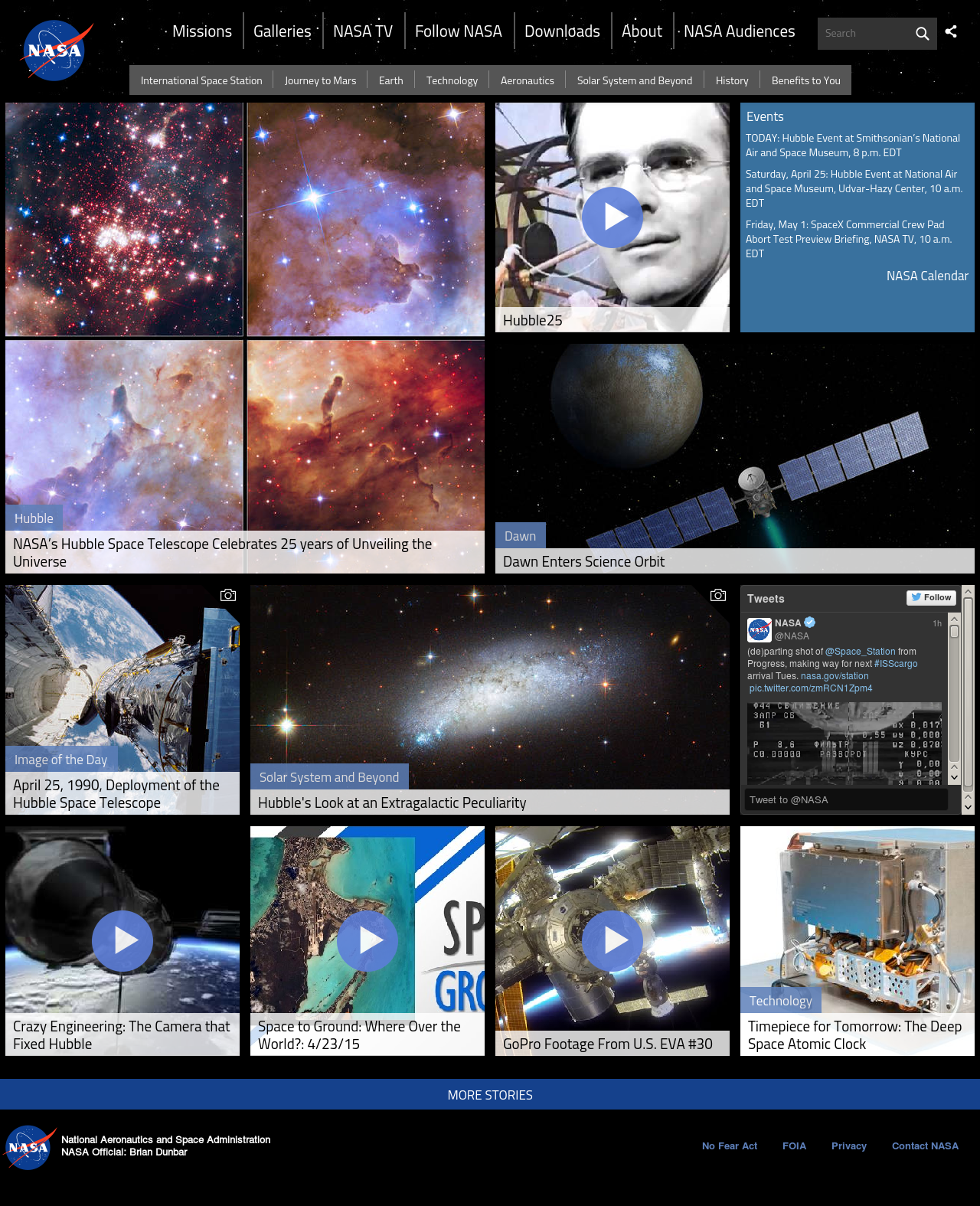
La página de inicio de nasa.gov en 2015.

La World Wide Web (WWW) fue creada en 1989 por el informático británico del CERN Tim Berners-Lee. El 30 de abril de 1993, el CERN anunció que cualquier persona podría utilizar la World Wide Web de forma gratuita, lo que contribuiría al inmenso crecimiento de la Web. Antes de la introducción del Protocolo de transferencia de hipertexto (HTTP), se utilizaban otros protocolos, como el Protocolo de transferencia de archivos y el protocolo Gopher, para recuperar archivos individuales de un servidor. Estos protocolos ofrecen una estructura de directorios simple en la que el usuario navega y donde elige los archivos para descargar. Los documentos se presentaban con mayor frecuencia como archivos de texto sin formato o estaban codificados en formatos de procesador de textos.

## Visión general
Un sitio web es el conjunto de archivos electrónicos y páginas web referentes a un tema en particular, que incluye una página inicial de bienvenida, generalmente denominada home page, con un nombre de dominio y dirección en Internet específicos. Un sitio web es un gran espacio documental organizado que la mayoría de las veces está típicamente dedicado a algún tema particular o propósito específico. Cualquier sitio web puede contener hiperenlaces a cualquier otro sitio web, de manera que la distinción entre sitios individuales, percibido por el usuario, puede ser a veces borrosa.
No debemos confundir sitio web con página web; esta última es solo un archivo HTML, una unidad HTML, que forma parte de algún sitio web. Al ingresar una dirección web, como por ejemplo www.wikipedia.org, siempre se está haciendo referencia a un sitio web, el que tiene una página HTML inicial, que es generalmente la primera que se visualiza. La búsqueda en Internet se realiza asociando el DNS ingresado con la dirección IP del servidor que contiene el sitio web en el cual está la página HTML buscada.
Los sitios web están escritos en código HTML (Hyper Text Markup Language), o dinámicamente convertidos a este, y se acceden aplicando un software conveniente llamado navegador web, también conocido como un cliente HTTP. Los sitios web pueden ser visualizados o accedidos desde un amplio abanico de dispositivos con conexión a Internet, como computadoras personales, portátiles, PDAs, y teléfonos móviles.
Un sitio web está alojado en una computadora conocida como servidor web, también llamada servidor HTTP, y estos términos también pueden referirse al software que se ejecuta en esta computadora y que recupera y entrega las páginas de un sitio web en respuesta a peticiones del usuario. Apache es el programa más comúnmente usado como servidor web (según las estadísticas de Netcraft) y el Internet Information Services (IIS) de Microsoft también se usa con mucha frecuencia.
Un sitio web estático es uno que tiene contenido que no se espera que cambie frecuentemente y se mantiene manualmente por alguna persona o personas que usan algún tipo de programa editor. Hay dos amplias categorías de programas editores usados para este propósito que son:
- Editores de texto como Notepad, donde el código HTML se manipula directamente en el programa editor o
- Editores WYSIWYG como por ejemplo Adobe Dreamweaver, donde el sitio se edita usando una interfaz gráfica y el HTML subyacente se genera automáticamente con el programa editor.

Un sitio web dinámico es uno que puede tener cambios frecuentes en la información. Cuando el servidor web recibe una petición para una determinada página de un sitio web, la página se genera automáticamente por el software, como respuesta directa a la petición de la página; por lo tanto se puede dar así un amplio abanico de posibilidades, incluyendo por ejemplo: (a) mostrar el estado actual de un diálogo entre usuarios, (b) monitorizar una situación cambiante, o proporcionar información personalizada de alguna manera a los requisitos del usuario individual, etc.
Hay un amplio abanico de sistemas de software, como el lenguaje de programación PHP, Active Server Pages (ASP) y Java Server Pages (JSP), que están disponibles para generar sistemas de sitios web dinámicos. Los sitios dinámicos a menudo incluyen contenido que se recupera de una o más bases de datos o usando tecnologías basadas en XML como por ejemplo el RSS.
El contenido estático puede también ser generado periódicamente de manera dinámica, o si ocurren ciertas y determinadas condiciones; con esta estrategia se evita la pérdida de rendimiento por causa de iniciar el motor dinámico para cada usuario o para cada conexión.
También existen plugins para navegadores, que se usan para mostrar contenido activo como Flash, Silverlight, Shockwave o applets, escritos en Java, aunque su uso ha ido disminuyendo.[cita requerida] El HTML dinámico también proporciona interactividad para los usuarios, y el elemento de actualización en tiempo real entre páginas web (las páginas no tienen que cargarse o recargarse para efectuar cualquier cambio), principalmente usando el DOM y JavaScript, el soporte de los cuales está integrado en la mayoría de navegadores web modernos.
Últimamente, dado el discurso de muchos gobiernos, se recomienda que los sitios web cumplan determinadas normas de accesibilidad, para que estos puedan ser visitados y utilizados por el mayor número de personas posibles, independientemente de sus limitaciones físicas o derivadas de su entorno. La accesibilidad web viene recogida en las Pautas de Accesibilidad al Contenido Web WCAG 1.0 del W3C.

## Tipos de sitios web
Existen muchas variedades de sitios web, cada uno especializado en un tipo particular de contenido o uso, y pueden clasificarse arbitrariamente de muchas maneras. Unas pocas clasificaciones pueden incluir:
- Sitio archivo: usado para preservar contenido electrónico valioso amenazado de extinción. Dos ejemplos son: Internet Archive, el cual desde 1996 ha preservado billones de antiguas (y nuevas) páginas web; y Google Groups, que a principios del 2005 archivaba más de 845 000 000 mensajes expuestos en los grupos de noticias/discusión de Usenet, tras su adquisición de Deja News.
- Sitio blog[10] (en inglés: blog) o bitácora digital:[11] sitio usado para registrar lecturas en línea o para exponer contenidos en línea con la fecha del día de ingreso; también puede incluir foros de discusión. Ejemplos: WordPress.
- Sitio de empresa: usado para promocionar una empresa o servicio, los cuales pueden ser fabricados por empresas dedicadas.
- Sitio de comercio electrónico: para comprar bienes, como Amazon.com.
- Sitio de comunidad virtual: un sitio o portal social donde las personas con intereses similares se comunican entre sí, normalmente por chat o foros o simples mensajes. Por ejemplo: Facebook, Twitter, etc.
- Sitio de base de datos: un sitio donde el uso principal es la búsqueda y muestra de un contenido específico de la base de datos, como por ejemplo Internet Movie Database.
- Sitio de desarrollo: un sitio con el propósito de proporcionar información y recursos relacionados con el desarrollo de software, diseño web, etc.
- Sitio directorio: un sitio que contiene contenidos variados que están divididos en categorías y subcategorías, como el directorio de Yahoo!, el directorio de Google, y el Open Directory Project.
- Sitio de descargas: estrictamente usado para descargar contenido electrónico, como software, videojuegos, etc.
- Sitio de juego: un sitio que es propiamente un videojuego o un «patio de recreo» donde mucha gente usa para jugar.
- Sitio de información: sitio con contenido que pretende informar a los visitantes, pero no necesariamente de propósitos comerciales; tales como: Free Internet Lexicon y Encyclopedia. La mayoría de los gobiernos e instituciones educacionales y sin ánimo de lucro tienen un sitio de información.
- Sitio de noticias: similar a un sitio de información, pero dedicado a mostrar noticias y comentarios de la actualidad.
- Sitio de difusión en continuo: un sitio que proporciona contenido de entretenimiento tal como películas y series de televisión para ver en línea o descargar, como por ejemplo Netflix o YouTube.
- Sitio de promoción web: usado para promocionar otras páginas web por medio de publicación de artículos de opinión.
- Sitio buscador: un sitio que proporciona información general y está pensado como entrada o búsqueda para otros sitios, como por ejemplo Google y Yahoo!.
- Sitio de subastas: subastas de artículos por Internet, como eBay.
- Sitio personal: mantenido por una persona o un pequeño grupo (como por ejemplo una familia) que contiene información o cualquier contenido que la persona quiere incluir: Facebook, Fotolog.
- Sitio portal: un sitio web que proporciona un punto de inicio, entrada o portal, a otros recursos en Internet o una intranet.
- Sitio Web 1.0: un sitio web estático. Un sitio donde el visitante solo puede recorrer sus páginas sin posibilidad de interactuar con ellas.
- Sitio Web 2.0: un sitio web interactivo. Un sitio donde el visitante puede hacer más cosas que recorrer sus páginas, en concreto, extraer información en la forma y criterios que estime oportuno y conveniente.
- Sitio Web 3.0: un sitio web inteligente. Un sitio que reconoce al usuario y muestra una dinámica en función de sus gustos, preferencias, historial, el momento y el estado de ánimo en que se encuentre... Solo está disponible en muy contadas redes privadas. Para Internet aún se está desarrollado, pero se encuentra posiblemente en fases muy incipientes (fase de definición). Los sistemas de inteligencia artificial y de interacción hardware lo hacen tecnológicamente posible, aunque nos encontramos todavía lejos de su implementación a gran escala.
- Creador de sitios: es básicamente un sitio que permite crear otros sitios, utilizando herramientas de trabajo en línea, como PageCreative.
- Sitio colaborativo o wiki: un sitio donde los usuarios editan colaborativamente, donde los propios visitantes son los responsables de mantener la aplicación viva, usando tecnologías de última generación: pikeo, flickr, Wikipedia.
- Sitio político: un sitio web donde la gente puede manifestar su visión política. Ejemplo: New Confederacy.
- Sitio de índice de audiencia: un sitio donde la gente puede alabar o menospreciar lo que aparece.
- Sitios educativos: promueven cursos presenciales y a distancia, información a profesores y estudiantes, permiten ver o descargar contenidos de asignaturas o temas.
- Sitio de publicidad basura: sitio web sin contenidos de valor que ha sido creado exclusivamente para obtener beneficios y fines publicitarios, engañando o pretendiendo engañar a los motores de búsqueda.
- Sitio religioso: sitio web donde la gente puede conocer más sobre la religión que profesa.
- Sitio de ayuda emocional: terapia en línea y apoyo a personas que experimentan aflicción emocional conectándoles con oyentes entrenados. Por ejemplo, 7 Cups.

## Posicionamiento en buscadores
Los sitios web suelen buscar el mejor posicionamiento posible en buscadores, y para ello es necesario que cumplan diversos estándares de codificación y usabilidad que son tomados en cuenta por estos a la hora de posicionar el contenido de una web, aunque no sea lo único importante para el posicionamiento. Las propias compañías de buscadores suelen dar consejos básicos sobre cómo desarrollar los sitios web teniendo en cuenta sobre todo la experiencia de usuario, lo cual suele influenciar positivamente el posicionamiento. Los indexadores de estas compañías tienen en cuenta multitud de parámetros —o señales como los llama Google—, con distintos pesos, para determinar la posición exacta en los resultados de búsqueda de cada página de un sitio web. A su vez, también pueden identificar intentos de mejorar artificialmente el posicionamiento, los cuales penalizan la posición una vez detectados.

## Usuarios de Internet
En 2009, según se informa, había 1730 millones de usuarios en todo el mundo, con Asia a la cabeza con 738 257 230 usuarios. Otros usuarios de Internet por región y continente incluyen:
- Europa - 418 029 796 usuarios.
- América del Norte: 252 908 000 usuarios.
- Caribe y Latinoamérica - 179 031 479 usuarios.
- África - 67 371 700 usuarios.
- Oriente Medio - 57 425 046 usuarios.
- Australia y Oceanía - 20 970 490 usuarios.

Después de la modernización, un mejor acceso a los ordenadores, el crecimiento de la tecnología y el uso de los teléfonos inteligentes, la popularidad de las redes sociales y un acceso más barato a Internet, la cantidad de usuarios de Internet en todo el mundo aumentó enormemente a 3,97 en 2019. Esto representa más del 51 por ciento de la población mundial, y Asia sigue siendo el continente con la mayor cantidad de usuarios de Internet, ya que representa el 50 por ciento del número total de usuarios de Internet en todo el mundo. China tiene la mayor cantidad de usuarios de Internet en el continente asiático, representando el 25 por ciento de los usuarios en Asia. Además, China tiene más usuarios de Internet que cualquier otro país del mundo con más de 934 millones de usuarios mensuales en 2020. Esta cifra es más del doble de la cantidad de usuarios de Internet en los EE. UU., que ocupó el tercer lugar con 284 millones de usuarios mensuales en línea. India ocupó el segundo lugar con aproximadamente 687 millones de usuarios de Internet que acceden a Internet a través de dispositivos móviles o ordenadores.
Una de las actividades en línea más populares son las redes sociales. En 2020, Facebook, un sitio de redes sociales fundado por Mark Zuckerberg, registró más de 2700 millones de usuarios activos mensuales. Este número representa más de la mitad de los usuarios de Internet en todo el mundo, lo que convierte a Facebook en la red social en línea más popular.